# Ammodendron
Ammodendron là một chi thực vật có hoa thuộc họ Đậu. Tên khoa học của chi này có nguồn gốc từ tiếng Hy Lạp άμμος ammos ("cát") và δένδρον dendron ("cây").

## Mô tả
Ammodendron là một chi thực vật bao gồm các loài cây bụi và cây gỗ có lá sớm rụng. Các cây này có chiều cao từ 0,5 tới 8 m. Một lớp lông tơ dày và mịn làm cho lá có màu xanh lục ánh xám. Lá có chiều dài từ 1 tới 6 cm và có 1 hoặc 2 cặp lá bắc chủ yếu có dạng thẳng; chúng trông giống như các gai với các cuống lá và lá kèm. Các hoa màu tím mọc trong các cành hoa gồm nhiều hoa. Các quả đậu thuôn dài có cánh bị dẹp ở hai bên; chúng chứa 1 hoặc 2 hạt và không nứt khi chín.
Các loài thực vật này phân bố tại Kazakhstan, Trung Á và khu vực tây nam của Tây Xibia, cũng như tây bắc Trung Quốc (1 loài Ammodendron bifolium). Chúng mọc trên các vùng đất cát hay các sườn núi đá và đất sét. Chúng được sử dụng làm nhiên liệu hoặc để ổn định các đụn cát hình bán nguyệt lỏng lẻo thường thấy trong khu vực này. Rễ được dùng để nhuộm vải. Hai loài A. conollyi và A. karelinii còn được trồng làm cây cảnh.

## Tên gọi
Tại Nga, người ta gọi chúng là песчаная акация (keo cát), loài có tại Trung Quốc được gọi là 银砂槐 (ngân sa hòe).

## Hình ảnh

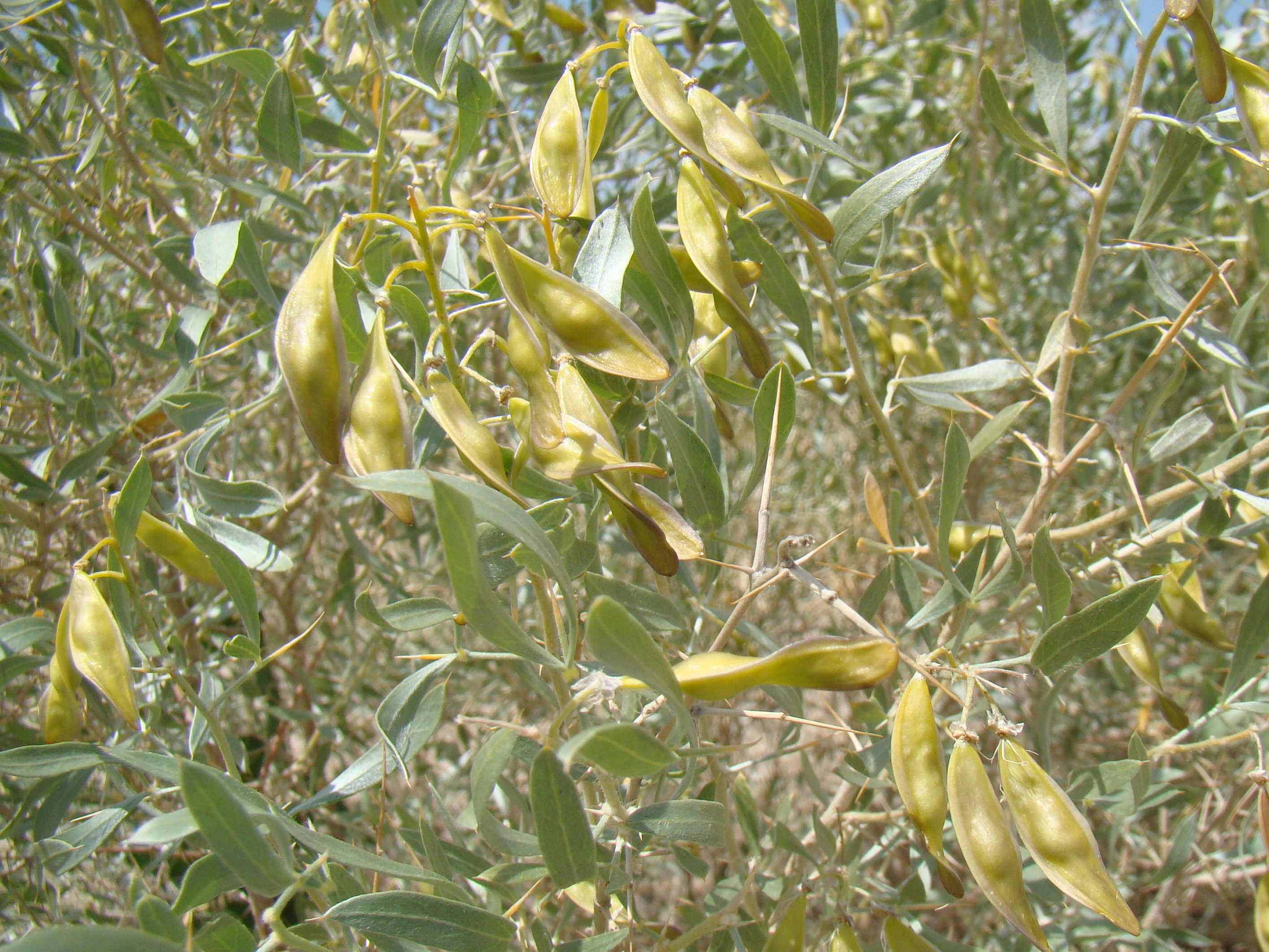
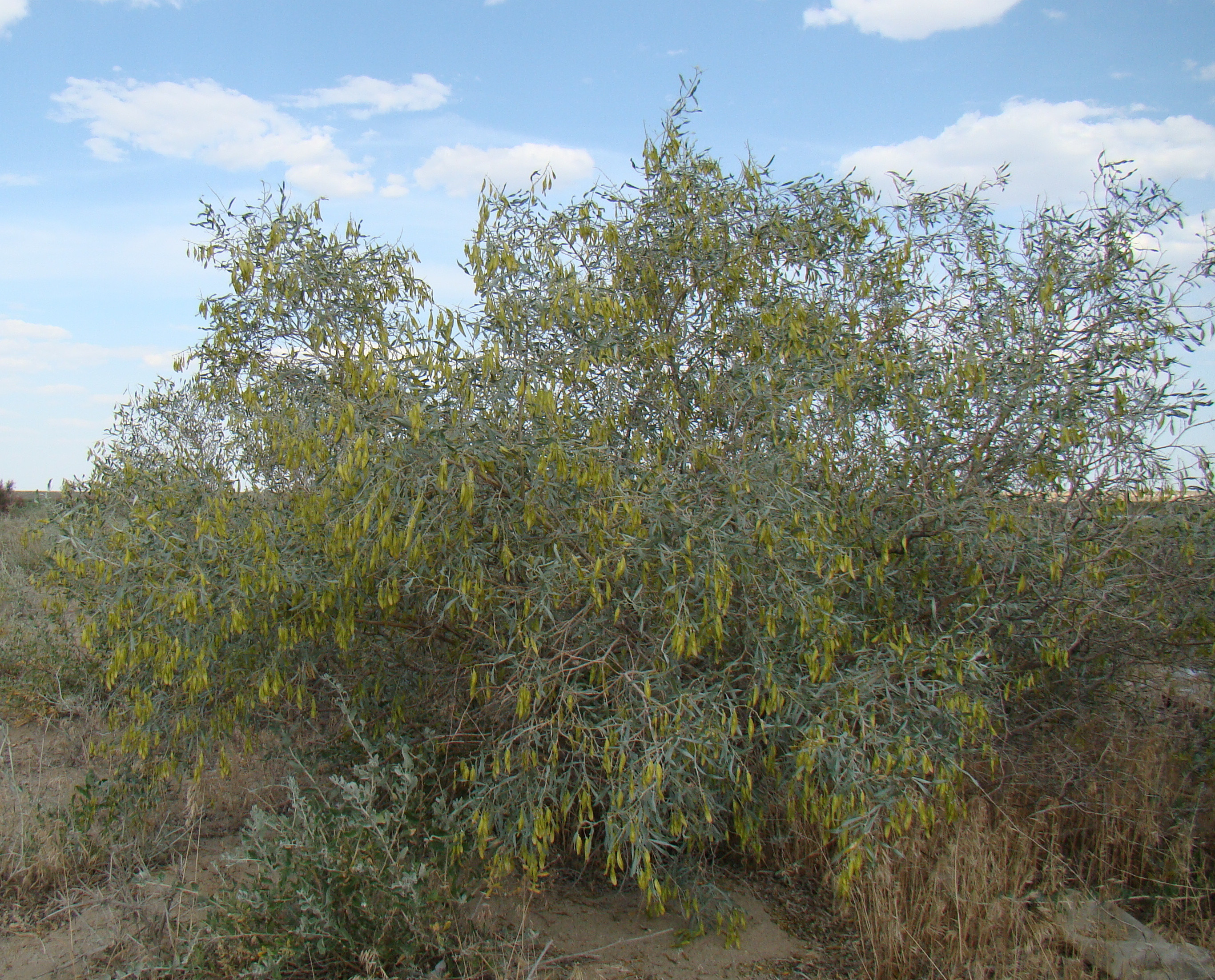
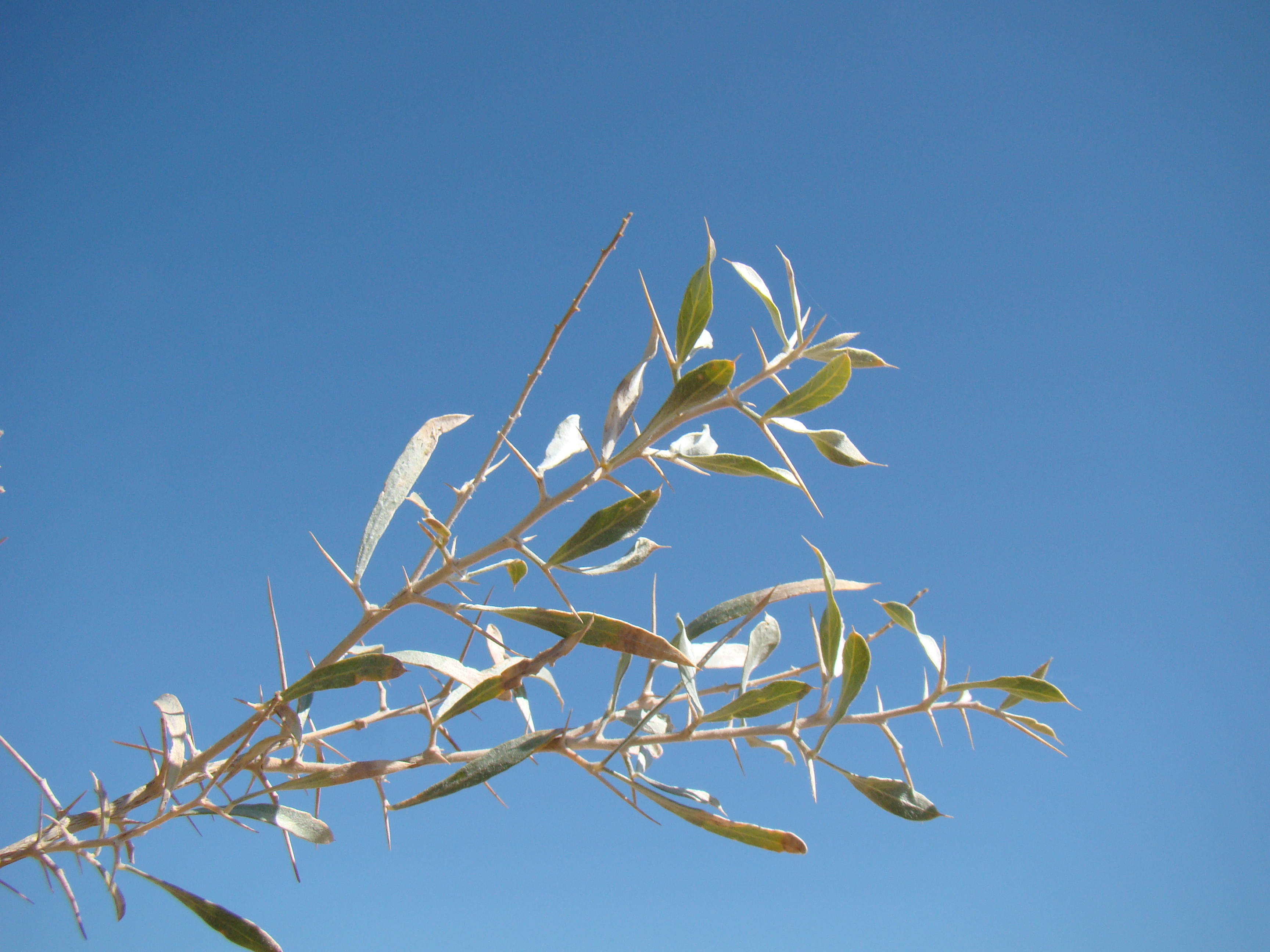
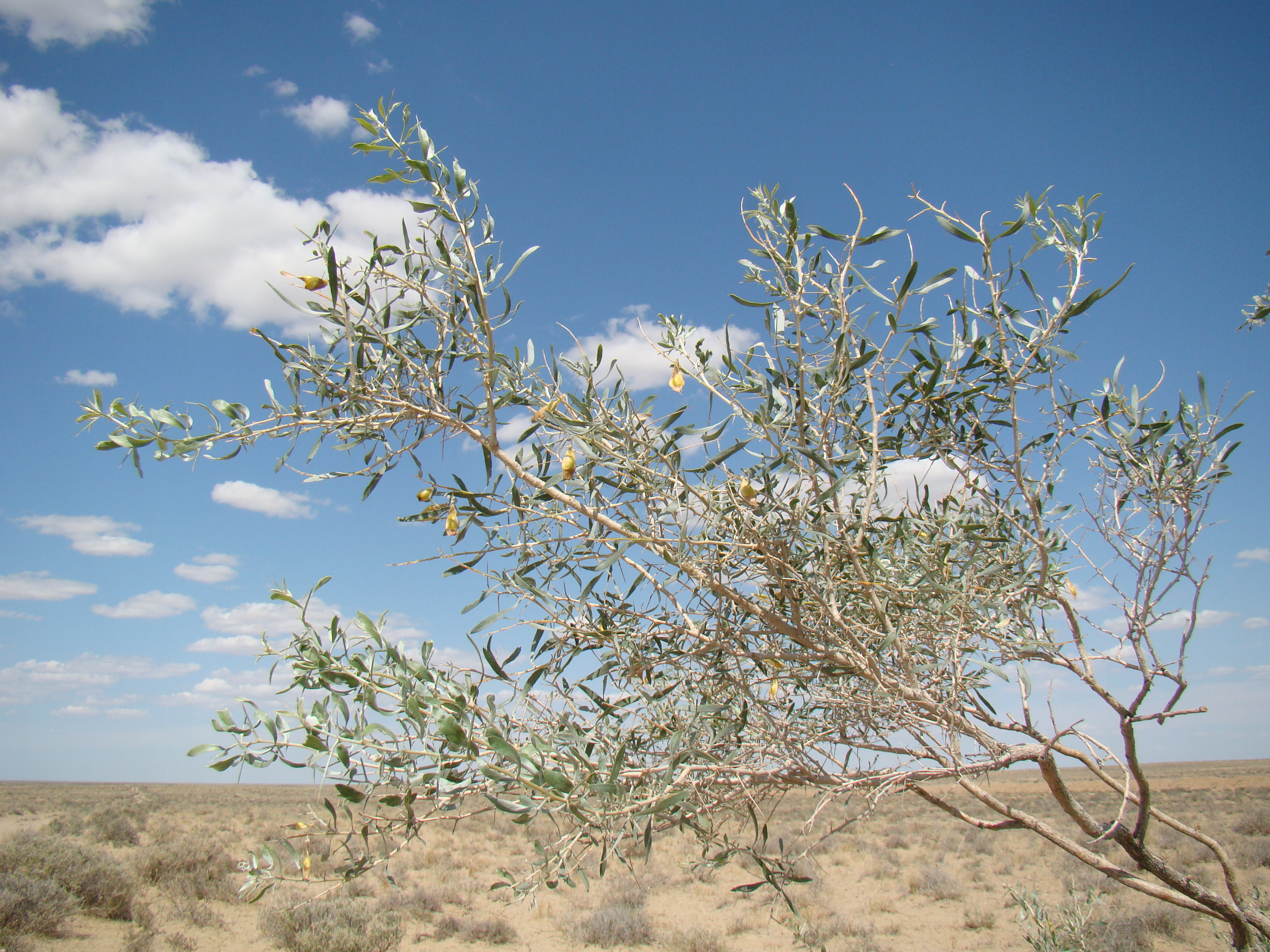

## Các loài
- Ammodendron bifolium.
- Ammodendron conollyi
- Ammodendron eichwaldii
- Ammodendron karelinii
- Ammodendron maxima